# Todd McLellan
Todd Andrew McLellan (* 3. Oktober 1967 in Melville, Saskatchewan) ist ein ehemaliger kanadischer Eishockeyspieler und derzeitiger -trainer. Während seiner Karriere absolvierte er in der Saison 1987/88 fünf Spiele für die New York Islanders in der National Hockey League. Anschließend wurde er vor allem als Cheftrainer in der NHL bekannt, wo er aktuell seit Dezember 2024 für die Detroit Red Wings tätig ist. Zuvor betreute er als Headcoach bereits  die San Jose Sharks (2008–2015), die Edmonton Oilers (2015–2018) sowie die Los Angeles Kings (2019–2024).

## Karriere

### Als Spieler
Todd McLellan begann seine Karriere 1983 bei den Saskatoon Blades in der kanadischen Juniorenliga WHL. Nach einer soliden Debütsaison konnte er sich steigern und kam in seinem zweiten Jahr innerhalb von 41 Spielen auf 50 Scorerpunkte. Die folgende Saison fehlte McLellan größtenteils verletzungsbedingt, konnte aber in den Playoffs mit neun Toren in 13 Spielen auf sich aufmerksam machen, sodass ihn die New York Islanders im NHL Entry Draft 1986 in der fünften Runde an Position 104 auswählten. McLellan blieb noch ein weiteres Jahr bei den Blades und spielte mit 34 Toren und 39 Assists seine beste Saison. 1987/88 spielte er zum ersten Mal bei den Profis und verbrachte den Großteil der Spielzeit bei den Springfield Indians, dem Farmteam der Islanders aus der American Hockey League, kam aber auch fünf Mal in der National Hockey League zum Einsatz, wobei er ein Tor erzielte. Er blieb noch ein Jahr bei den Indians, wurde von den Islanders aber nicht mehr in den NHL-Kader berufen.
Daraufhin wechselte er 1989 nach Europa, wo er in der niederländischen Eredivisie als Spielertrainer der Utrecht Rheem Racers aktiv war. In den Jahren 1991 und 1992 führte er das Team jeweils zum Gewinn der Niederländischen Meisterschaft. Nach der erfolgreichen Titelverteidigung 1992 beendete McLellan schließlich seine Spielerkarriere und kehrte nach Nordamerika zurück.

### Als Trainer
Ein Jahr später übernahm er den Trainerposten bei den North Battleford North Stars aus der unterklassigen kanadischen Juniorenliga Saskatchewan Junior Hockey League, ehe er 1994 Cheftrainer der Swift Current Broncos in der erstklassigen Western Hockey League wurde. Nach einer schwachen ersten Saison, konnte McLellan die Broncos unter den Spitzenteams der Liga positionieren, der Erfolg in den Playoffs blieb allerdings aus. Neben seinen Aufgaben als Trainer wurde er 1996 zudem General Manager des Teams und erhielt 1997 die Lloyd Saunders Memorial Trophy als WHL-Funktionär des Jahres. Nachdem er die Mannschaft in der Saison 1999/2000 zu 47 Siegen geführt hatte, dem zweitbesten Wert in der Geschichte des Franchises, wurde er mit der Dunc McCallum Memorial Trophy als bester Trainer der WHL ausgezeichnet. Zum Jahreswechsel 1999/2000 hatte er die kanadische U20-Nationalmannschaft als Assistenztrainer bei der U20-Junioren-Weltmeisterschaft in Schweden unter Cheftrainer Claude Julien betreut und die Bronzemedaille gewonnen.
McLellan entschied sich nach der erfolgreichen Saison zu den Senioren zu wechseln und übernahm die Cleveland Lumberjacks aus der International Hockey League. Die Liga löste sich jedoch 2001 auf und McLellan wechselte in die AHL, wo er Cheftrainer der Houston Aeros wurde. Das Franchise, das seine Debütsaison in der AHL bestritt, konnte er gleich in die Playoffs und in das Conference-Finale führen, wo sie jedoch den Chicago Wolves unterlagen. Die reguläre Saison 2002/03 beendeten die Aeros mit 47 Siegen aus 80 Spielen auf dem zweiten Platz der Western Conference und gewannen schließlich die AHL-Playoffs, nachdem sie im Conference-Finale gegen die Grand Rapids Griffins und im Calder-Cup-Finale gegen die Hamilton Bulldogs über die volle Distanz von jeweils sieben Spielen gehen mussten. Die Titelverteidigung gelang der Mannschaft allerdings nicht. Stattdessen rutschte das Team in der Liga deutlich ab und konnte sich nicht direkt für die Playoffs qualifizieren, sodass man in der Qualifikationsrunde gegen die Cincinnati Mighty Ducks antreten musste und verlor. In der Saison 2004/05 besserten sich die Leistungen der Aeros wieder, aber sie kamen über die erste Playoff-Runde nicht hinaus.
Im Sommer 2005 schloss er sich dem Trainerstab der Detroit Red Wings um Mike Babcock an, wo er neben Paul MacLean und Jim Bedard als Assistenztrainer für die Offensivabteilung der Mannschaft verantwortlich war. McLellan hatte vor allem durch die Aufstellung des Powerplay Anteil am Erfolg der Mannschaft, die 2005/06 und 2007/08 zu den drei besten Überzahlmannschaften der NHL gehörte. 2008 gewann er schließlich mit den Red Wings den Stanley Cup im Finale gegen die Pittsburgh Penguins.
Nur eine Woche nach dem Triumph erhielt McLellan seinen ersten Cheftrainerposten in der NHL, als ihn die San Jose Sharks als Nachfolger von Ron Wilson und siebten Cheftrainer in der Geschichte des Franchises vorstellten. Als Assistenten wählte er Todd Richards, Trent Yawney und Jay Woodcroft aus. McLellan führte sich in seiner neuen Rolle auf Anhieb gut ein. In der Saisonvorbereitung gab er den Sharks durch eine neue offensiv ausgerichtete Grundtaktik ein völlig neues Gesicht, nachdem sie in den Jahren zuvor zumeist eher defensiv eingestellt waren. Dies zahlte sich aus, als sich das Team – vom Saisonbeginn an – an der Ligaspitze behauptete und nach 30 Saisonpartien den Startrekord der Boston Bruins aus der Saison 1929/30 überbot. Als Lohn für seine Arbeit wurde der Kanadier zum Cheftrainer der All-Stars der Western Conference beim 57. NHL All-Star Game ernannt. Dies war zuvor mit Doug MacLean im Jahr 1996 nur einem weiteren Cheftrainer in seiner ersten Saison gelungen.
McLellan führte die Sharks in seiner Amtszeit sechs Mal in Folge in die Playoffs sowie zu einer Presidents’ Trophy und war insgesamt zwei Mal als Trainer beim NHL All-Star Game aktiv. Nach der Saison 2014/15, in der das Team erstmals unter ihm die Playoffs verpasste, wurde sein Vertrag in gegenseitigem Einverständnis aufgelöst. Er verließ die Sharks als Trainer mit den meisten Spielen, den meisten Siegen sowie der höchsten Siegquote.
Direkt im Anschluss stand er als Trainer der kanadischen Nationalmannschaft bei der Weltmeisterschaft 2015 hinter der Bande und gewann dort mit dem Team die Goldmedaille. Direkt im Anschluss wurde bekannt, dass McLellan neuer Cheftrainer der Edmonton Oilers wird.
Im September 2016 fungierte McLellan als Cheftrainer des Team Nordamerika beim World Cup of Hockey 2016, einer Auswahl von U23-Spielern aus Kanada und den USA.
McLellan führte die Oilers in seiner zweiten Saison ins Conference-Halbfinale der Playoffs, verpasste die post-season allerdings im Jahr darauf, sodass er nach einem schwachen Start in die Spielzeit 2018/19 mit nur neun Siegen aus 20 Spielen im November 2018 entlassen wurde. Seine Nachfolge trat Ken Hitchcock an.
Am Ende der Saison 2018/19 wurde er als neuer Cheftrainer der Los Angeles Kings vorgestellt, bei denen er die Nachfolge von Interimstrainer Willie Desjardins antrat. Als Headcoach der Kings verzeichnete er am 1. Januar 2022 seinen insgesamt 500. Sieg in der regulären Saison der NHL, wobei er zum 27. Trainer wurde, der diesen Meilenstein erreichte. Mitte der Saison 2023/24 wurde McLellan bei den Kings entlassen und interimsweise durch seinen bisherigen Assistenten Jim Hiller ersetzt. In seinen viereinhalb Jahren in Los Angeles hatte der Kanadier die Kings zweimal in die Playoffs geführt, wobei man jeweils in der ersten Runde gescheitert war.
Im Dezember 2024 wurde McLellan als neuer Cheftrainer der Detroit Red Wings vorgestellt, sodass er nach über 15 Jahren an seine alte Wirkungsstätte zurückkehrte. Dort trat er die Nachfolge von Derek Lalonde an.

## Erfolge und Auszeichnungen
| - 1991 Niederländischer Meister mit den Utrecht Rheem Racers (als Spielertrainer) - 1992 Niederländischer Meister mit den Utrecht Rheem Racers (als Spielertrainer) - 1997 Lloyd Saunders Memorial Trophy - 2000 Bronzemedaille bei der U20-Junioren-Weltmeisterschaft (als Assistenztrainer) - 2000 Dunc McCallum Memorial Trophy - 2003 Calder-Cup-Gewinn mit den Houston Aeros | - 2003 Bester Minor-League-Trainer der Saison (ausgezeichnet von The Hockey News) - 2008 Stanley-Cup-Gewinn mit den Detroit Red Wings (als Assistenztrainer) - 2009 Cheftrainer beim NHL All-Star Game - 2012 Cheftrainer beim NHL All-Star Game - 2015 Goldmedaille bei der Weltmeisterschaft |

## Karrierestatistik

### Als Spieler
(Legende zur Spielerstatistik: Sp oder GP = absolvierte Spiele; T oder G = erzielte Tore; V oder A = erzielte Assists; Pkt oder Pts = erzielte Scorerpunkte; SM oder PIM = erhaltene Strafminuten; +/− = Plus/Minus-Bilanz; PP = erzielte Überzahltore; SH = erzielte Unterzahltore; GW = erzielte Siegtore; 1 Play-downs/Relegation; Kursiv: Statistik nicht vollständig)

### Als Trainer
(Legende zur Trainerstatistik: Sp oder GC = Spiele insgesamt; W oder S = erzielte Siege; L oder N = erzielte Niederlagen; T oder U = erzielte Unentschieden; OTL oder OTN = erzielte Niederlagen nach Overtime oder Shootout; Pts oder Pkt = erzielte Punkte; Pts% oder Pkt% = Punktquote; Win% = Siegquote; Resultat = erreichte Runde in den Play-offs)